# На лесной тропе
«На лесной тропе» — советский рисованный мультипликационный фильм Вячеслава Котёночкина, снятый на студии «Союзмультфильм» в 1975 году.

## Сюжет
Поучительный мультфильм на экологическую тему.
Летом по речке на лодке с мотором модно одетые Лис и Чернобурая лисица отправились в лес на пикник. Облюбовав красивую полянку, они сразу же начали рубить деревья и ветки, разводить с помощью бензина костёр, глушить рыбу в речке, бить бутылки, мусорить и шуметь в лесу. Заяц увидел дым от костра и решил, что это пожар. С таким недостойным поведением лисов не намерены мириться жители лесной чащи. Вместе со своими друзьями — медвежонком и енотом, Заяц решил наказать их. В конце Лис осознаёт свою ошибку.

## Создатели
| авторы сценария           | Владимир Фёдоров, Вячеслав Котёночкин                                                                              |
| режиссёр                  | Вячеслав Котёночкин                                                                                                |
| художник-постановщик      | Светозар Русаков                                                                                                   |
| оператор                  | Светлана Кощеева                                                                                                   |
| композитор                | Михаил Меерович |
| звукооператор             | Георгий Мартынюк                                                                                                   |
| роли озвучивали           | Клара Румянова — Заяц Мария Виноградова — Лисица Вячеслав Богачёв — Лис                                            |
| художники-мультипликаторы | Виктор Арсентьев, Владимир Арбеков, Олег Комаров, Владимир Зарубин, Виктор Лихачёв, Сергей Дёжкин, Вера Харитонова |
| ассистент режиссёра       | Елена Туранова |
| ассистент художника       | Алла Горева |
| монтажёр                  | Маргарита Михеева                                                                                                  |
| редактор                  | Пётр Фролов |
| директор картины          | Фёдор Иванов |

## Отзыв критика
Вячеслав Михайлович Котёночкин… своё призвание нашёл в озорных, красочных фильмах-сказках для самых маленьких: «Межа» (1967), «На лесной тропе» (1975), «Кто получит приз?» (1979), «Он попался!» (1981), «Котёнок с улицы Лизюкова» (1988).— Сергей Капков. «Наши мультфильмы»